# Kasteel van La Marquetterie
Het Kasteel van La Marquetterie (Frans: Château de la Marquetterie) is een kasteel in een Louis XV-stijl, gelegen in Pierry, ten zuiden van Épernay, departement Marne (regio Grand Est) in Frankrijk. Het is eigendom van het champagnehuis Taittinger, die eveneens een champagne naar het kasteel vernoemd hebben.

## Geschiedenis
Het oorspronkelijke landhuis werd vanaf 1734 gebouwd door een neef van de architect Gabriel in opdracht van een rijke en zeer oude familie van textielhandelaren uit de regio. Deze familie wist ook het aangrenzende wijndomein van de benedictijnerbroeders te verwerven, dat werd beheerd door broeder Oudart, een van de grondleggers van de champagne. Het was een prachtige wijngaard die aanleunt tegen de heuvelhelling en die later bekend werd als "Les Folies de la Marquetterie".
De eigenaar in de jaren vóór de Franse Revolutie (met name vanaf 1760) was de schrijver en filosoof Jacques Cazotte, die in 1792 werd geguillotineerd. Hij  bracht enkele van de beroemdste schrijvers van die tijd bijeen, waaronder Voltaire en André Chénier.
Tijdens de Eerste Wereldoorlog lag het landgoed dicht bij de gevechten. In september 1915 vestigde generaal Édouard de Castelnau er zijn hoofdkwartier, van waaruit hij een succesvol offensief leidde. Hij werd daar vergezeld door generaal Joseph Joffre, de toekomstige maarschalk van Frankrijk.
In 1932 verwierf Pierre-Charles Taittinger het kasteel van la Marquetterie van het champagnehuis "Forest-Fourneaux", dat hij tijdens de oorlog van 14-18 alsd jonge cavalerieofficier had ontdekt en waar hij verliefd op was geworden. Het was destijds een 18e-eeuws landgoed met wijngaarden (16 hectare) op de hellingen van de Champagne, beplant met Chardonnay en Pinot Noir. Dit gebouw zou zijn familiehuis worden, waar alle Taittingers en het wijncentrum, het middelpunt van zijn champagnehuis, bijeenkwamen.
Aan het einde van de Tweede Wereldoorlog werd het kasteel bezet door een van de troepen van het 7e Amerikaanse Leger.

## Champagne
La Marquetterie is ook een wijndomein omgeven door wijngaarden, waaronder het perceel “Les Folies” waarvan wordt gezegd dat het toebehoorde aan de benedictijnenabdij van broeder Oudart. De druiven die de wijngaard produceert, zijn uniek in het Taittinger-assortiment. Deze gastronomische champagne met de naam Les Folies de la Marquetterie is bedoeld als “een eerbetoon aan de 18e eeuw”. Hij wordt gemaakt van 45% chardonnay- en 55% pinot noir-wijnstokken. De vinificatie in vaten en de lange rijping van vijf jaar zorgen voor fijne kruiden en een fruitig, vlezig aroma (rijpe abrikoos, witte druif) met een nobele, fijne textuur die ver draagt.